# Серван-Шрейбер, Давид
Давид Серван-Шрейбер (фр. David Servan-Schreiber, 21.04.1961, Нёйи-сюр-Сен, близ Парижа — 24.07.2011, г. Фекан, Франция) — французский медик, специалист по нейронаукам и психиатр, автор бестселлеров, один из основателей американского отделения организации «Врачи без границ».
Популяризатор здорового образа жизни как метода борьбы с раком и стрессом, почти 19 лет боровшийся с раком мозга. Известнейшая книга — «Антирак», переведена на многие языки.

## Биография
Давид Серван-Шрейбер первый ребёнок в семье известного французского журналиста и политика Жан-Жака Сервана-Шрейбера, умершего в 2006 году, и Сабины Серван-Шрейбер, урождённой  (фр.) Sabine Becq de Fouquiéres.
Начал обучаться математике, физике и медицине в 1978 году в Париже. В 1984 году окончил Университет Лаваля в Квебеке.
Специализировался в больнице Королевы Виктории при Университете Макгилл в Монреале, а затем — в Университете Карнеги-Меллона в Питтсбурге (США), в котором в 1988 году организовал лабораторию нейронаук и участвовал в её работе до 1997 года.
В 1990 году стал доктором по когнитивным нейронаукам (одним из первых в США), тема диссертации — «Нейробиологические механизмы мысли и эмоций» (руководитель — Нобелевский лауреат Г. Саймон).
В 1990—1993 годах стажировался в Питтсбургском психиатрическом институте.
В 1991 году присоединился к французскому отделению организации «Врачи без границ» — работал волонтёром в Ираке.
В 1993—1996 годах — доцент психиатрии на медицинском факультете в Питтсбурге.
В 1997—2001 годах — директор отделения психиатрии больницы медицинского центра Университета Питтсбурга. 
В 1997 году стал одним из основателей Центра интегративной медицины (англ. Center for Complementary Medicine) в Питтсбурге, где в 2000—2002 году был директором по психиатрии.
Автор более 90 научных работ.
В 1992 году у Сервана-Шрейбера был диагностирован рак мозга. В связи со своей болезнью он обращается к исследованию и затем популяризации естественных методов борьбы с раком и депрессией. Смерть его настигла вскоре после рецидива болезни в 2010 году.
Один из основателей американского отделения международной организации «Врачи без границ», принимал участие в её добровольческой деятельности в Ираке, Гватемале, Курдистане, Таджикистане, Индии и Косово.
В 2002 году Серван-Шрейбер выпустил свою первую книгу «Антистресс. Как победить стресс, тревогу и депрессию без лекарств и психоанализа» (фр. Guérir le stress, l’anxiété et la dépression sans médicaments ni psychanalyse).
В 2007 году вышла его книга «Антирак» («Anticancer»). Арно де Сен-Симон писал: «[она] сразу стала бестселлером. Это история учёного и психолога, врача и пациента, сына и отца. Анализ научных достижений, новаторские практические рекомендации, яркая речь в защиту интегративной медицины… Книга, дающая надежду».
В 2011 году вышла третья его книга, «Мы можем сказать друг другу „Прощай“ несколько раз» (англ. We Can Tell Each Other Goodbye Several Times), написанная в соавторстве с Урсулой Готье (англ. Ursula Gauthier).
После смерти Сервана-Шрейбера остались мать, три брата, жена и трое детей.